# Convention Over Configuration
Strategia Convention Over Configuration pozwala tworzyć złożone rozwiązania programistyczne z użyciem niewielkiej ilości kodu. Bazuje na wykorzystaniu ustalonych zasad, które regulują często skomplikowane kwestie działania systemu, zmieniając je w oczywiste zachowania lub oczekiwania, które twórcy aplikacji pozostaje jedynie spełnić. W praktyce redukuje to potrzebę konfigurowania czy kodowania do niezbędnego minimum.
Podstawową wadą tego rozwiązania jest fakt, iż z punktu widzenia programisty działa ono dobrze wyłącznie wtedy, kiedy jest się świadomym wszystkich obowiązujących zasad (tj. konwencji).